# Astygmatyzm (wada wzroku)

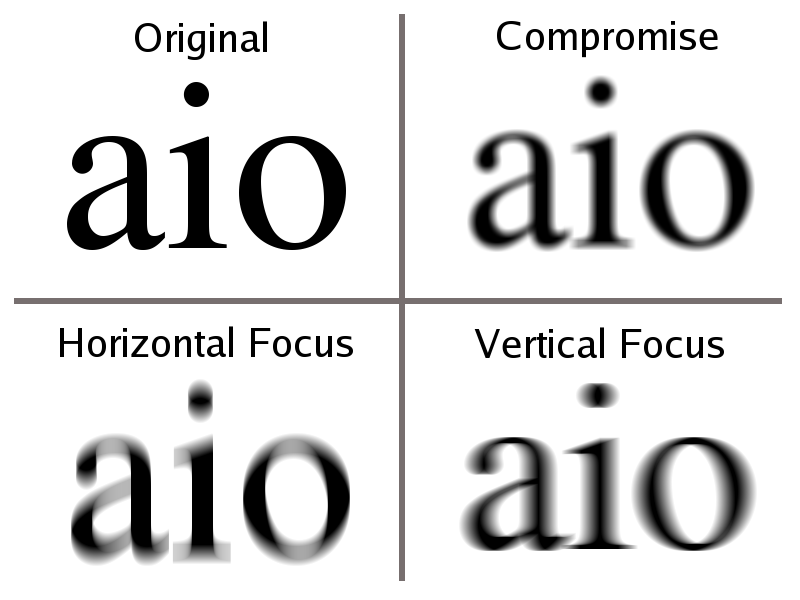
Widzenie liter z astygmatyzmem i bez astygmatyzmu

Astygmatyzm lub niezborność (łac. astigmatismus) – wada wzroku (soczewki lub rogówki oka) cechująca się zaburzoną symetrią obrotową oka. Elementy optyczne miarowego oka są symetryczne względem jego osi. Jeżeli oko ma większą szerokość niż wysokość, to soczewka i rogówka zamiast skupiać światło w okrągłym obszarze siatkówki, będzie tworzyć obraz rozmazany w jednym z kierunków. Pacjent z astygmatyzmem będzie widział obraz nieostro w pewnych obszarach pola widzenia z każdej odległości. Nawet dobre szkła nie są w stanie w pełni skorygować astygmatyzmu i dlatego osoba z astygmatyzmem ma problemy z wykorzystaniem przyrządów optycznych.
Wyróżnia się astygmatyzm (ze względu na wzajemne ułożenie osi astygmatycznych):
- regularny – oku można przypisać dwie prostopadłe osie optyczne, wadę można skorygować okularami ze szkłami cylindrycznymi[4].
  - niezborność niezłożona (łac. astigmatismus simplex) – jedna z osi przejawia nadwzroczność lub krótkowzroczność[5]
  - niezborność złożona (łac. astigmatismus compositus) – nadwzroczność lub krótkowzroczność wraz z niezbornością[5]
  - niezborność mieszana (łac. astigmatismus mixtus) – jedna z osi przejawia nadwzroczność a prostopadła do niej krótkowzroczność[5]
  - niezborność prosta (łac. astigmatismus rectus) – oś optyczna pionowa załamuje silniej niż pozioma[5]
  - niezborność odwrotna (łac. astigmatismus inversus) – oś optyczna pozioma załamuje silniej niż pionowa[5]
  - niezborność skośna (łac. astigmatismus obliqus) – główne osie optyczne nie są umieszczone pionowo i poziomo[5]
- nieregularny – oko posiada osie optyczne nieprostopadłe, w związku z tym nie ma możliwości korekcji okularami a jedynie soczewkami kontaktowymi.